# 상베르나르두 FC
상베르나르두 푸치보우 클루비(포르투갈어: São Bernardo Futebol Clube) 짧게는 상베르나르두(포르투갈어: São Bernardo)로 불리는 브라질의 축구단으로 상파울루주의 상베르나르두두캄푸를 연고로 한다. 2017년 현재 브라질 축구 3부 리그 캄페오나투 브라질레이루 세리이 C에 참가하고 있다.

## 대회 경력
- 캄페오나투 파울리스타 A2
  - 우승 (18) : 2012
- 코파 파울리스타
  - 우승 (2) : 2013

## 선수 명단

### 현역
참고: FIFA 자격 규정에 따라 소속된 국가대표팀 국기를 표시합니다. 선수는 복수의 FIFA 비회원국 국적을 가지고 있을 수 있습니다.
| 번호 | 포지션 | 국적 | 이름            |
| ---- | ------ | ---- | --------------- |
| 1    | GK     |      | 알레스 아우베스 |

| 번호 | 포지션 | 국적 | 이름 |
| ---- | ------ | ---- | ---- |